# Občanská koruna

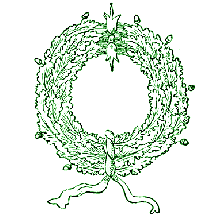
Corona civica

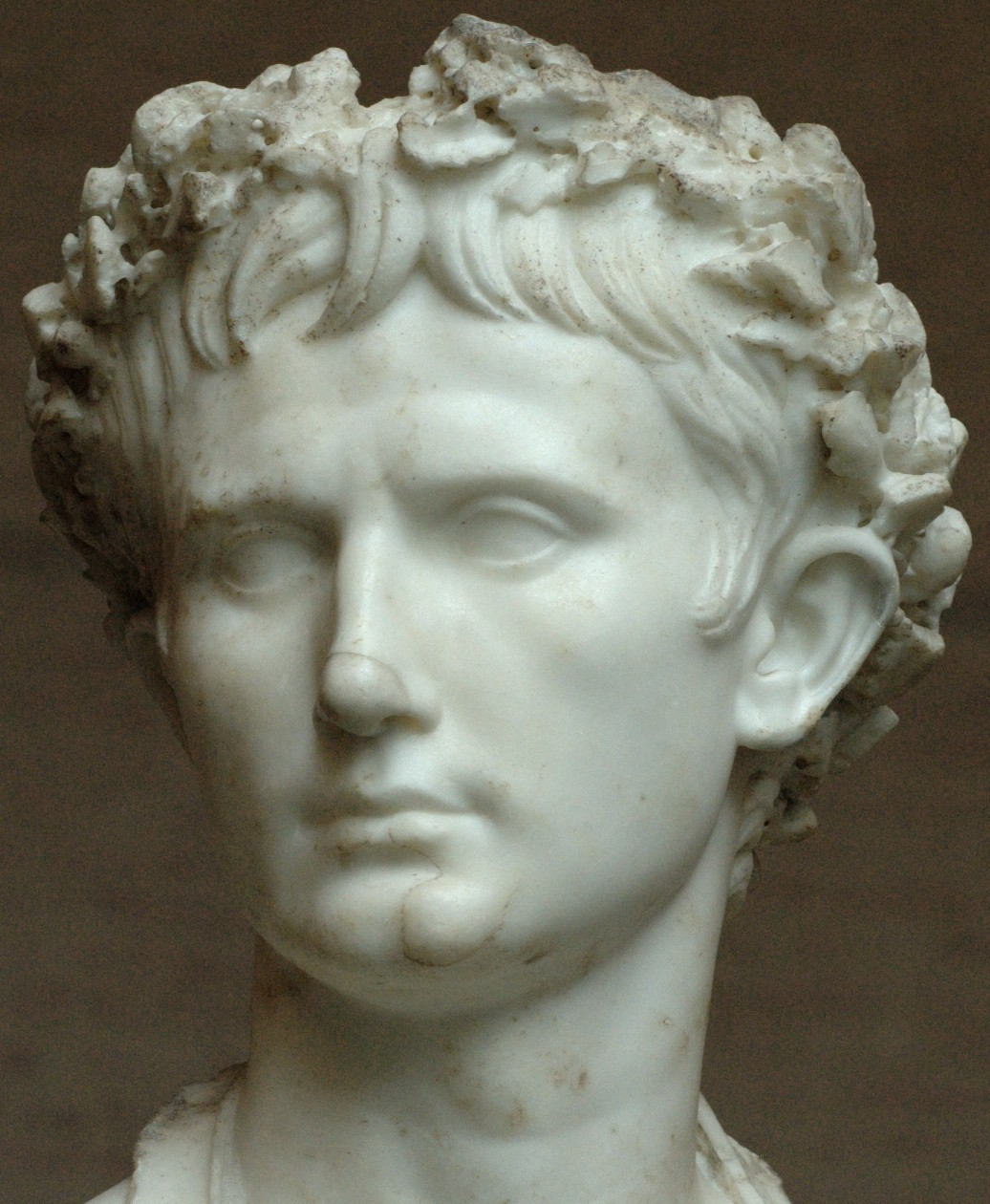
princeps Gaius Octavianus Augustus s občanskou korunou

Corona civica, česky občanská koruna, též občanský věnec, bylo vysoké starověké římské vyznamenání. Mělo podobu věnce z dubového listí. 
V období římské republiky a principátu byla corona civica udělována, při splnění daných podmínek, tomu římskému občanu, který v boji zachránil život jinému římskému občanu. Vedle koruny z trávy (corona obsidionalis), udělované vojevůdcům osvobodivším město či armádu z obležení, platila za jedno z nejvyšších vojenských vyznamenání; pojilo se s řadou společenských výhod a vysokou úctou k nositeli. Pro udělení občanské koruny bylo kromě jiného nezbytné svědectví samotného zachráněného. Nositely občanské koruny byli kromě řady prostých legionářů též například Gaius Iulius Caesar či Gaius Octavianus Augustus.